# Stephanie Saulter
Stephanie Saulter là một nhà khoa học và tác giả khoa học viễn tưởng người Jamaica.

## Cuộc đời và sự nghiệp
Sinh ra ở Jamaica và được giáo dục tại MIT, Saulter sống ở Hoa Kỳ trong mười lăm năm trước khi chuyển đến London, nơi cô sống từ năm 2003. Cô đã nghiên cứu về di truyền học và nhân chủng học cũng như sau đó làm việc với các cộng đồng bên lề và tái tạo đô thị, từ Miami đến London. Sách của cô đề cập đến những chủ đề này cũng như bao gồm sự đa dạng. Saulter đến từ một chủng tộc hỗn hợp nơi một trong những anh trai của cô bị bại não. Saulter cũng đã viết bài cho một số tạp chí. Cô cũng từng làm giám khảo cho các giải thưởng văn học, bao gồm các giải thưởng Una Marson trong Giải thưởng Viết lignum Vitae.

#### ®Eolution
1. Đá quý (2013)
2. Nhị phân (2014)
3. Tái sinh (2015)

#### Tiểu thuyết ngắn
- Audiovisionary (2014) /
- The Jo Fletcher Books Anthology. Quercus. ngày 3 tháng 11 năm 2016. ISBN 978-1-78429-790-9.  The Jo Fletcher Books Anthology. Quercus. ngày 3 tháng 11 năm 2016. ISBN 978-1-78429-790-9.  The Jo Fletcher Books Anthology. Quercus. ngày 3 tháng 11 năm 2016. ISBN 978-1-78429-790-9.

#### Tiểu luận
- Năng lượng trong SF: Cuộc trò chuyện (2016) với Ian McDonald